# Papuleptura
Papuleptura is een kevergeslacht uit de familie van de boktorren (Cerambycidae). De wetenschappelijke naam van het geslacht werd voor het eerst geldig gepubliceerd in 1959 door Gressitt.

## Soorten
Papuleptura omvat de volgende soorten:
- Papuleptura alticola Gressitt, 1959
- Papuleptura elongata Gressitt, 1959